# Comitetul Patrimoniului Mondial
Comitetul Patrimoniului Mondial (în engleză World Heritage Committee; în franceză Le Comité du patrimoine mondial) este un comitet al Organizației Națiunilor Unite pentru Educație, Știință și Cultură care selectează siturile care urmează să fie incluse în Patrimoniul Mondial UNESCO, inclusiv Lista Patrimoniului Mondial și Lista Patrimoniului Mondial în Pericol, definește utilizarea Fondului Patrimoniului și alocă asistență financiară la cererea statelor membre. Cuprinde reprezentanți din 21 de state care sunt aleși de Adunarea Generală a Statelor Membre pentru un mandat de patru ani. Acești membri votează deciziile și propunerile legate de Convenția Patrimoniului Mondial⁠(d) și Lista Patrimoniului Mondial.
Potrivit Convenției Patrimoniului Mondial, mandatul unui membru al comitetului este de șase ani. Multe state membre aleg însă să-și limiteze în mod voluntar mandatul la patru ani, pentru a oferi celorlalte state membre posibilitatea de a fi reprezentate. De exemplu, toți membrii aleși la cea de a 15-a Adunare Generală (2005) au ales în mod voluntar să-și reducă mandatul de la șase la patru ani.
Deliberările Comitetului Patrimoniului Mondial sunt sprijinite de trei organisme consultative, IUCN, ICOMOS⁠(d) și ICCROM⁠(d).

## Sesiuni
Comitetul Patrimoniului Mondial se întrunește o dată pe an pentru o sesiune ordinară pentru a discuta gestionarea siturilor patrimoniului mondial⁠(d) existente și pentru a accepta nominalizările din partea țărilor. Se pot convoca și ședințe extraordinare la cererea a două treimi din statele membre. Întâlnirile au loc pe teritoriul statelor membre ale Comitetului Patrimoniului Mondial, la invitația acestora. La selecția locului se ține cont de rotația între regiuni și culturi, iar locația pentru următoarea sesiune este aleasă de comitet la sfârșitul fiecărei sesiuni.
| Session | Year    | Date | Host city        |
| ------- | ------- | --- | ---------------- |
| 1       | 1977    | 27 iunie–1 iulie | Paris            |
| 2       | 1978    | 5 septembrie–5 septembrie | Washington, D.C. |
| 3       | 1979    | 22 octombrie–26 octombrie | Cairo & Luxor    |
| 4       | 1980    | 1 septembrie–5 septembrie | Paris            |
| 5       | 1981    | 26 octombrie–30 octombrie | Sydney           |
| 6       | 1982    | 13 decembrie–17 decembrie | Paris            |
| 7       | 1983    | 5 decembrie–9 decembrie | Florența         |
| 8       | 1984    | 29 octombrie–2 noiembrie | Buenos Aires     |
| 9       | 1985    | 2 decembrie–6 decembrie | Paris            |
| 10      | 1986    | 24 noiembrie–28 noiembrie | Paris            |
| 11      | 1987    | 7 decembrie–11 decembrie | Paris            |
| 12      | 1988    | 5 decembrie–9 decembrie | Brasília         |
| 13      | 1989    | 11 decembrie–15 decembrie | Paris            |
| 14      | 1990    | 7 decembrie–12 decembrie | Banff            |
| 15      | 1991    | 9 decembrie–13 decembrie | Carthage         |
| 16      | 1992    | 7 decembrie–14 decembrie | Santa Fe         |
| 17      | 1993    | 6 decembrie–11 decembrie | Cartagena        |
| 18      | 1994    | 12 decembrie–17 decembrie | Phuket           |
| 19      | 1995    | 4 decembrie–9 decembrie | Berlin           |
| 20      | 1996    | 2 decembrie–7 decembrie | Mérida           |
| 21      | 1997    | 1 decembrie–6 decembrie | Napoli           |
| 22      | 1998    | 30 noiembrie–5 decembrie | Kyoto            |
| 23      | 1999    | 29 noiembrie–4 decembrie | Marrakech        |
| 24      | 2000    | 27 noiembrie–2 decembrie | Cairns           |
| 25      | 2001    | 11 decembrie–16 decembrie | Helsinki         |
| 26      | 2002    | 24 iunie–29 iunie | Budapesta        |
| 27      | 2003    | 30 iunie–5 iulie | Paris            |
| 28      | 2004    | 25 iunie–7 iulie | Suzhou           |
| 29      | 2005    | 10 iulie–17 iulie | Durban           |
| 30      | 2006    | 8 iulie–16 iulie | Vilnius          |
| 31      | 2007    | 23 iunie–1 iulie | Christchurch     |
| 32      | 2008    | 2 iulie–10 iulie | Québec           |
| 33      | 2009    | 22 iunie–30 iunie | Sevilla          |
| 34      | 2010    | 25 iulie–3 august | Brasília         |
| 35      | 2011    | 19 iunie–29 iunie | Paris            |
| 36      | 2012    | 25 iunie–5 iulie | Sankt Petersburg |
| 37      | 2013    | 17 iunie–27 iunie | Phnom Penh       |
| 38      | 2014    | 15 iunie–25 iunie | Doha             |
| 39      | 2015    | 28 iunie–8 iulie | Bonn             |
| 40      | 2016    | 10 iulie–20 iulie | Istanbul         |
| 41      | 2017    | 2 iulie–12 iulie | Cracovia         |
| 42      | 2018    | 24 iunie–4 iulie | Manama           |
| 43      | 2019    | 30 iunie–10 iulie | Baku             |
| 44      | 2020–21 | 16 iulie–31 iulie 2021 Programată inițial pentru 2020. Amânată și comasată cu o sesiune extinsă ținută în 2021 din cauza pandemiei de COVID-19.                            | Fuzhou           |
| 45      | 2022–23 | 10 septembrie–25 septembrie 2023 Programată inițial pentru 19 iunie–30 iunie la Kazan, Rusia. Amânată și comasată cu sesiunea din 2023 din cauza invaziei ruse a Ucrainei. | Riad             |
| 46      | 2024    | 21 iulie–31 iulie | New Delhi        |
| 47      | 2025    | iunie–iulie | Sofia            |

## Biroul
La sfârșitul fiecărei sesiuni ordinare, comisia alege un președinte, cinci vicepreședinți și un raportor⁠(d) dintre acei membri al căror mandat va continua până la următoarea sesiune. Aceștia sunt cunoscuți sub numele de Biroul, iar reprezentanții lor sunt responsabili de coordonarea activității Comitetului Patrimoniului Mondial, inclusiv de stabilirea datelor, orelor și ordinea reuniunilor de lucru.

## Votarea
Fiecare stat membru al Comitetului Patrimoniului Mondial are dreptul la un vot. Deciziile necesită majoritate simplă, abținerile fiind socotite ca nevotare. Se votează prin ridicarea mâinii, cu excepția cazului în care se cere un vot secret fie de către președinte, fie de către două sau mai multe state membre.

## Membrii
Membrii actuali ai Comitetului Patrimoniului Mondial UNESCO :
| Member state                  | Mandate   |
| ----------------------------- | --------- |
| Argentina                     | 2021–2025 |
| Belgia                        | 2021–2025 |
| Bulgaria                      | 2021–2025 |
| Grecia                        | 2021–2025 |
| India                         | 2021–2025 |
| Italia                        | 2021–2025 |
| Jamaica                       | 2023–2027 |
| Japonia                       | 2021–2025 |
| Kazahstan                     | 2023–2027 |
| Kenya                         | 2023–2027 |
| Liban                         | 2023–2027 |
| Mexic                         | 2021–2025 |
| Qatar                         | 2021–2025 |
| Rwanda                        | 2021–2025 |
| Sfântul Vicențiu și Grenadine | 2021–2025 |
| Senegal                       | 2023–2027 |
| Coreea de Sud                 | 2023–2027 |
| Turcia                        | 2023–2027 |
| Ucraina                       | 2023–2027 |
| Vietnam                       | 2023–2027 |
| Zambia                        | 2021–2025 |
| Total                         | 21        |

## Critici
Au existat acuzații de politizare excesivă a deciziilor Comitetului Patrimoniului Mondial în detrimentul obiectivelor de conservare, în special în ceea ce privește noile nominalizări pentru Lista Patrimoniului Mondial, dar și în ce privește luarea în considerare a siturilor candidate pentru Lista Patrimoniului Mondial în Pericol. În 2010, unele state membre, între care Ungaria, Elveția și Zimbabwe, au depus un protest oficial împotriva unei astfel de politizări.
Un audit extern solicitat de Comitetul Patrimoniului Mondial pentru Strategia globală a Listei Patrimoniului Mondial a concluzionat în 2011 că considerentele politice influențează într-adevăr deciziile. Acesta a observat că reprezentanții comitetelor sunt din ce în ce mai mult diplomați și mai puțin experți, în ciuda articolului 9 al Convenției Patrimoniului Mondial, și a constatat că opiniile organismelor consultative adesea diverg față de deciziile Comitetului Patrimoniului Mondial. 
În 2016, Israelul și-a rechemat ambasadorul de la UNESCO, după ce Comitetul pentru Patrimoniul Mondial a adoptat prin vot secret o hotărâre care făcea referire la unul dintre cele mai sfinte locuri ale Ierusalimului, Muntele Templului, doar ca „loc sfânt al cultului musulman”, fără a menționa că și evreii și creștinii venerează locul.
Comitetul a fost acuzat și de rasism și părtinire geografică pentru că ar fi favorizat înscrierea siturilor din țări occidentale și industrializate în detrimentul siturilor care aparțin așa-numitelor țări din „lumea a treia”. O mare parte din siturile de patrimoniu mondial se află în Europa, Asia de Est și America de Nord.